# Alexander Goikoetxea
Alexander Goikoetxea Urkiaga, más conocido como Álex Goikoetxea, es un exfutbolista español nacido el 8 de junio de 1983. Jugaba como defensa central.

## Trayectoria
Criado en las categorías inferiores del Athletic Club, llega al Basconia en la temporada 2001-02, pasando a formar parte del Bilbao Athletic en la temporada 2003-04. Al no encontrar oportunidades en el primer equipo, la temporada 2006-07 decide marcharse a la Cultural Leonesa. Allí permanece durante tres temporadas convirtiéndose, a pesar de alguna grave lesión, en uno de los mejores defensas de la Segunda División B. Al concluir su contrato, en la temporada 2009-10 firma por la UD Salamanca, convirtiéndose en uno de los fijos del equipo en las dos temporadas que permanece en el club salmantino.
En la temporada 2011-12, ficha por el Granada CF, que lo cede inmediatamente al Cádiz CF.
En la campaña 2012-13, rescinde el contrato con el Granada CF, fichando por el Real Racing Club de Santander. Sus últimos clubes fueron la SD Amorebieta y la SD Leioa, ambos clubes vizcaínos de Segunda B.

## Selección nacional
Fue un fijo en las categorías inferiores de la selección española hasta llegar a la sub-20, donde llegó a disputar el Mundial de 2003 de dicha categoría.

## Clubes
| Club                | País   | Año       |
| ------------------- | ------ | --------- |
| CD Basconia         | España | 2000-2001 |
| Bilbao Athletic     | España | 2001-2005 |
| Cultural Leonesa    | España | 2005-2009 |
| UD Salamanca        | España | 2009-2011 |
| Granada CF          | España | 2011-2012 |
| Cádiz CF (cedido)   | España | 2011-2012 |
| Racing de Santander | España | 2012-2013 |
| SD Amorebieta       | España | 2014      |
| SD Leioa            | España | 2014-2016 |